# Droga wojewódzka nr 823
Droga wojewódzka nr 823 (DW823) – droga wojewódzka w województwach mazowieckim i lubelskim, w powiatach kozienickim (gmina Sieciechów i gmina Gniewoszów) i puławskim (gmina Puławy) o długości 4397 metrów. Droga jest nieciągła – drogę przecina rzeka Wisła.

## Miejscowości leżące przy trasie DW823
- Wólka Wojcieszkowska
- Borowa